# AS-i
AS-Interface（Actuator Sensor Interface，簡稱ASi）是用在PLC、DCS及PC基礎自動化系統上的工業網路方案（含實體層、資料存取方法以及通訊協定）。此協定是用來連接簡單的現場I/O設備（例如二進制的ON/OFF設備，例如致動器、感測器、旋轉編碼器、類比輸入及輸出、按鈕及閥位置感測器，用在用在雙導線纜線通訊的離散製造及製程應用中。
AS-Interface是開放式技術，有許多自動化設備的廠家有支援此技術。自從1999年起，AS-Interface已成為國際標準IEC 62026-2。
AS-Interface是現場總線硬接線之外的另一個網路選項，可以和高階現場總線（如Profibus、DeviceNet、Interbus、工業以太網）並用，提供低成本的遠端I/O通訊對策。裝瓶機、電子分散控制系統AS-Interface已用在自動化的應用中，例如輸送帶控制、包裝機械（例如Schubert）、過程控制閥、裝瓶機、輸配電系統、機場的行李分送設備，以及食品生產設備（如2SFG）。
AS-Interface也有機械安全/緊急停止應用會用到的功能安全相關機能。在AS-Interface上通訊的安全設備依照所有正常的AS-Interface資料規則。AS-Interface規範是由AS-International維護，AS-International是由成員贊助的非營利組織，地點在德國的Gelnhausen，目前也在全球各地成立數個分支的組織。

## 歷史
AS-Interface是在1980年至1990年代時開始由11家開發感應型感測器、光電感測器、电容式感应及超声波换能器等非接觸感測器的公司合作開發推出。在發完成後，就成立了成員組織AS-International。運作的系統最早是在1994年汉诺威工业博览会展示。
2018年在紐倫堡的SPS IPC展展出了新的技術，名稱是ASi-5。

## 用途
AS-Interface一開始是要取代傳統的並列式感測器及致動器接線，並且有以下的特點：
- 具有彈性
- 低成本
- 簡單
- 減少架設上的錯誤
- 相容性

AS-i的主要應用是在工廠自動化、過程技術以及家庭自動化。

## 技術
AS-Interface是單主站的系統，由一個主站交換所有規劃設備的輸入輸出資料交換。
AS-I的傳輸介質是未屏蔽的二芯黃色扁平線，不但可以傳輸訊號，也可以同時提供30V的電源，若通訊設備的功率需求不大（例如光柱）可以直接用AS-I的電源。若其功率需求較大（例如閥門）可以用獨立的30V電源線，一般會是黑色的。
感測器或致動器一般會用穿刺技術（piercing technology）的方式連接，會在組裝時，有二個穿透性的心軸刺破非對稱外形的扁平線，因此在組裝時很簡單，也節省組裝的工作量。若是沒有AS-Interface接頭的感測器或致動器，可以透過模組連接，若要使用穿刺技術，一定要使用AS-I的扁平線
AS-I的網路可以是線狀、星狀、環狀或是樹狀的。

### ASi-3通訊技術
在ASi-3通訊技術中，一個報文中包含四位元的用戶資料。主站和設備透過串列通訊協定進行通訊。
ASi-3的每一個設備都會由定圵設備或是主站指定站號。最多可以連接31個（標準設備）或是62個（進階設備）節點。每一個節點可以配合感測器或致動器，最多有四個輸入及（或）四個輸出，因此標準設備網路（節點位址1-31）最多可以有124（4 x 31 = 124）個輸入及124個輸出，在進階網路（節點位址1A-31A及1B-31B）最多可以有248（4 x 62 = 248）個輸入及248個輸出。
串列通訊會調變到電源上，會用曼彻斯特编码來通訊。
若網路上有31個設備，其循環週期是5 ms。若有62個設備，需要有二個循環週期是5 ms。
AS-I網路的拓樸可以任意設定，但不能有中继器（repeater）或延伸器（extender），網路長度需在100公尺以內。若用特殊的終端電阻（其中包括電阻負載及電容負載），可以將長度放寬到300公尺。
診斷設備或是有內建診斷機能的主站可以簡化網路的故障排除。壞掉的設備可以直接用其他設備取代，主站會自動指向新的設備。
工作安全（Safety at Work）是ASi-3技術中機能安全中的概念。像是緊急停止致動器、門互鎖或是光柵等安全相關設備可以用AS-i網路一起連接。用的通訊協定是另一個通訊協定，可以和正常的ASi通訊協定用同一條網路線進行通訊，需要獨立的安全主站（例如Siemens ASiMon）來配置安全設備。
AS-Interface的安全等級可以到IEC 61508的SIL（安全完整性等級） 3，或是EN ISO 13849-1的性能等級 e（PL e）。

### ASi-5通訊技術
ASi-5在週期傳輸（cyclic transmission）時可以存取16個位元，每個設備一次週期傳輸最多可以傳輸32個位元組。每個設備在非週期（acyclic）通道也可以傳輸最多256個位元組。ASi-5針對每個乙太網位址，最多可以提供1536個數位輸入及1536個數位輸出。
掃描時間若在1.2ms，組成設備數量最多可以到24個。這速度的掃描時間可以用在一些以往只能使用昂貴網路系統的新領域應用。
在ASi-5網路中，可以定址到96個設備，若是96個設備，掃描時間為5 ms。
通訊診斷可以說明連接節點和主站之間的訊息傳輸資料。系統會不斷的監控每一個設備傳輸訊息的傳輸品質。系統可以做到單通道的診斷。擾動傳輸通道（Disturbed transmission channels）會自動進行。
設備診斷可以提供連接設備的資訊。其診斷資料是由設備供應商決定。診斷資料是在非週期服務中傳輸，最多可以到256個位元組。
ASi-5系統可以使用IO-Link的參數界面。IO-Link設備可以用在長距離的應用，可以週期性的傳輸32個位元組。
針對安全相關切換設備（像是緊急停止、光幕、安全開關等設備），最多可以存取16個安全位元。在機能安全等級，可以達到IEC 61508的安全完整性等級（SIL），或是IEC 13849的性能等級（Performance Level） e。
ASi-5使用了先進的通訊方式。ASi-5的技術可以讓ASi-3的設備和ASi-5的設備一起使用。若ASi-3設備要和ASi-5的設備一起使用，需要針對這些設備使用新的ASi-3 / ASi-5主站，因此舊系統可以利用一些有新機能的新設備進行昇級。新系統也可以用一些已確認可用的ASi-3設備以及新的ASi-5設備來實現。

## 標準
在國際標準IEC 62026-2: 2015中有說明AS-Interface通訊協定，其他國家的相關協定有
Europe: EN 62026-2: 2015
Japan: JIS C 82026-2 (2013)
China: GB / T 18858.2 (2002)
Korea: KS C IEC 62026-2 (2007)
AS-Interface產品是由AS-International協會認證。透過測試及認證確保不同廠家的產品可以一起運作。
AS-Interface中機能安全的概念已經過TÜV的評估，可以滿足相關安全標準的要求。

## 外部連結
- AS-International Association（页面存档备份，存于）
- ASi-5 Technology（页面存档备份，存于）
- idw Informationsdienst Wissenschaft（页面存档备份，存于）